# Marpiré
Marpiré (bret. Marbereg) – miejscowość i gmina we Francji, w regionie Bretania, w departamencie Ille-et-Vilaine.
Według danych na rok 1990 gminę zamieszkiwało 657 osób, a gęstość zaludnienia wynosiła 62 osoby/km² (wśród 1269 gmin Bretanii Marpiré plasuje się na 743. miejscu pod względem liczby ludności, natomiast pod względem powierzchni na miejscu 818.).